# Bannewitz
Bannewitz – miejscowość i gmina w Niemczech, w kraju związkowym Saksonia, w okręgu administracyjnym Drezno, w powiecie Sächsische Schweiz-Osterzgebirge.

## Współpraca
Mierjscowość partnerska:
- Bräunlingen, Badenia-Wirtembergia